# The Velvet Rope World Tour

The Velvet Rope World Tour foi a terceira tournê da cantora Janet Jackson. Em 123 shows a tournê reuniu 5 milhões de pessoas e 205 milhões de dólares para a cantora. Também gerou o DVD The Velvet Rope - Live in Concert em Nova Iorque em um show para mais de 30 mil de pessoas no Madison Square.
Set list:
"Video Introduction"
"If"
"You"
"Every Time" 1
"Let's Wait Awhile"
"Again"
Control Medley:
"Control"
"The Pleasure Principle"
"What Have You Done for Me Lately"
"Nasty" (contains elements from Busta Rhymes' "Put Your Hands Where My Eyes Can See")
"Throb"
Medley:
"Escapade
"When I Think of You"
"Miss You Much"
"Runaway"
"Whoops Now" 2
"Love Will Never Do (Without You)"
"Alright"
"I Get Lonely"
"Any Time, Any Place" (Instrumental Interlude)
"Rope Burn"
"Black Cat" 3
"What About" 3 (contains an instrumental excerpt of Kool & the Gang's "Jungle Boogie")
"Rhythm Nation"
"Special"
Encore
"That's the Way Love Goes"
"Got 'til It's Gone"
"Go Deep"4
"Together Again"

## Datas
| Data                | Cidade     | País        | Local                            | Ato(s) de abertura(s) | Público | Receita |
| Europa              | Europa     | Europa      | Europa                           | Europa                | Europa  | Europa  |
| ------------------- | ---------- | ----------- | -------------------------------- | --------------------- | ------- | ------- |
| 16 de abril de 1998 | Roterdã    | Holanda     | Rotterdam Ahoy                   | Another Level         | —       | —       |
| 17 de abril de 1998 | Roterdã    | Holanda     | Rotterdam Ahoy                   | Another Level         | —       | —       |
| 29 de abril de 1998 | Paris      | França      | Palais Omnisports de Paris-Bercy | Another Level         | —       | —       |
| 1 de maio de 1998   | Munique    | Alemanha    | Olympiahalle                     | Another Level         | —       | —       |
| 3 de maio de 1998   | Viena      | Áustria     | Wiener Stadthalle                | Another Level         | —       | —       |
| 5 de maio de 1998   | Milão      | Itália      | FilaForum                        | Another Level         | —       | —       |
| 7 de maio de 1998   | Estugarda  | Alemanha    | Hanns-Martin-Schleyer-Halle      | Another Level         | —       | —       |
| 8 de maio de 1998   | Frankfurt  | Alemanha    | Festhalle Frankfurt              | Another Level         | —       | —       |
| 9 de maio de 1998   | Leipzig    | Alemanha    | Messe Leipzig                    | Another Level         | —       | —       |
| 11 de maio de 1998  | Copenhague | Dinamarca   | Forum Copenhagen                 | Another Level         | —       | —       |
| 13 de maio de 1998  | Turku      | Finlândia   | HK Arena                         | Another Level         | —       | —       |
| 15 de maio de 1998  | Oslo       | Noruega     | Oslo Spektrum                    | Another Level         | —       | —       |
| 16 de maio de 1998  | Estocolmo  | Suécia      | Stockholm Globe Arena            | Another Level         | —       | —       |
| 17 de maio de 1998  | Gotemburgo | Suécia      | Scandinavium                     | Another Level         | —       | —       |
| 19 de maio de 1998  | Berlim     | Alemanha    | Velodrom                         | Another Level         | —       | —       |
| 20 de maio de 1998  | Dortmund   | Alemanha    | Westfalenhallen                  | Another Level         | —       | —       |
| 22 de maio de 1998  | Zurique    | Suíça       | Hallenstadion                    | Another Level         | —       | —       |
| 24 de maio de 1998  | Toulon     | França      | Zénith Oméga de Toulon           | Another Level         | —       | —       |
| 26 de maio de 1998  | Lyon       | França      | Halle Tony Garnier               | Another Level         | —       | —       |
| 27 de maio de 1998  | Gante      | Bélgica     | Flanders Expo                    | Another Level         | —       | —       |
| 29 de maio de 1998  | Birmingham | Reino Unido | NEC Arena                        | Another Level         | —       | —       |
| 30 de maio de 1998  | Newcastle  | Reino Unido | Telewest Arena                   | Another Level         | —       | —       |
| 31 de maio de 1998  | Manchester | Reino Unido | Manchester Evening News Arena    | Another Level         | —       | —       |
| 3 de junho de 1998  | Glasgow    | Reino Unido | SECC                             | Another Level         | —       | —       |
| 4 de junho de 1998  | Sheffield  | Reino Unido | Sheffield Arena                  | Another Level         | —       | —       |
| 6 de junho de 1998  | Londres    | Reino Unido | Wembley Arena                    | Another Level         | —       | —       |
| 7 de junho de 1998  | Londres    | Reino Unido | Wembley Arena                    | Another Level         | —       | —       |
| 9 de junho de 1998  | Arnhem     | Holanda     | GelreDome                        | Another Level         | —       | —       |
| 11 de junho de 1998 | Hamburgo   | Alemanha    | Alsterdorfer Sporthalle          | Another Level         | —       | —       |
| 12 de junho de 1998 | Hamburgo   | Alemanha    | Alsterdorfer Sporthalle          | Another Level         | —       | —       |
| 16 de junho de 1998 | Paris      | França      | Palais Omnisports de Paris-Bercy | Another Level         | —       | —       |
| 17 de junho de 1998 | Londres    | Reino Unido | Wembley Arena                    | Another Level         | —       | —       |